# Phare de Batag
Le phare de Batag  est un phare situé sur Batag Island au large de la ville de Laoang, dans la province du Samar du Nord, aux Philippines.
Ce phare géré par le Maritime Safety Services Command (MSSC) , service de la Garde côtière des Philippine (Philippine Coast Guard ).

## Histoire
Ce phare marque la pointe nord-est de l'île de Samar et guide les navires vers l'entrée du détroit de San-Bernardino marqué par le Phare de San Bernardino. C'est l'une des voies navigables les plus fréquentées de l'archipel et, avec le phare de Capul assure la signalisation pour le trafic maritime venant de l'océan Pacifique et entrant aux Philippines en direction de Manille ou de tout autre port des Philippines.
Après le phare de Maniguin et le phare du Cap Bolinao, il s'agit du troisième phare majeur entièrement conçu et construit par les Américains au début de la période coloniale américaine aux Philippines. C'était la réplique exacte du phare du Cap Bolinao quand il a été achevé, 30,8 m) de haut et équipés de feux de troisième ordre.
Le phare de Batag et le phare de Capul ont été déclarés monuments historiques provinciaux par la province de Samar du Nord en octobre 2008 (National Historical Landmark of Philippines).

### Ère coloniale espagnole
Un phare sur l'île de Batag faisait partie d'un premier plan d'éclairage maritime espagnol de l'archipel des Philippines. Une lumière de premier ordre était prévue pour l'emplacement, mais le projet a été interrompu très tôt.

### Période coloniale américaine
En 1906, il est proposé la construction de deux phares de troisième classe, l'un sur l'île de Batag et l'autre sur l'île Isabel dans la province de Romblon. Un quai d'atterrissage temporaire a été construit sur l'île pour faciliter le débarquement des matériaux pour la construction de la station.
Le 11 janvier 1907, la Commission philippine a approuvé le financement de plusieurs travaux publics dont le phare de l'île Batag, avec un éclairage de troisième ordre visible jusqu'à 26 milles en mer (environ 48 km). Une lumière portuaire de sixième ordre a été temporairement mise en service pendant la construction du phare. Dans le même temps, le Bureau de la Navigation confia à Barbier, Bénard et Turenne de Paris le contrat d'un appareil d'éclairage de troisième ordre.
Conception de phare :
Les ingénieurs américains ont utilisé le même modèle de tour que le phare du Cap Bolinao, qui avait été achevé l'année précédente. La tour est de forme cylindrique et faite en béton armé, y compris pour les habitations du gardien et la toiture. La tour mesurant 101 pieds (30.8 m) de la base au plan focal a été érigée au sommet de la Culipapa Hill à une altitude de  95,4 m au-dessus de la basse mer moyenne et avec une hauteur focale de 95,4 m. Il a été mis en service début 1908.
L'appareil d'éclairage original du phare du Batag était de Barbier, Benard & Turenne (Paris), avec un système d'éclairage à incandescence de 3.000 candelas. Les lentilles prismatiques dioptriques de troisième ordre tournent sur des flotteurs au mercure qui, par la réfraction et la réflexion des rayons des lampes à vapeur d'huile incandescente, produisent des éclats blancs d'environ 100.000 candelas visibles dans des conditions normales à la limite de leur portée géographique de 25 milles marins (environ 40 km).

## Phare actuel
Une nouvelle tour blanche à double galerie, de 31 m de haut, fonctionnant à l'énergie solaire a été installée au début des années 2000 à côté du phare historique qui a été désactivé. Il émettait un éclat blanc toutes les dix secondes.
Lorsque la région a été frappée par le typhon Xangsane le 28 septembre 2006, le phare a été renversé et détruit. Il n'a pas été remplacé depuis.
Identifiant : ARLHS : PHI-010 ; PCG-.... - Amirauté : F2448 - NGA : 15004 .
|                                        |
| Localisation de Laoang (Samar du Nord) |

### Lien connexe
- Liste des phares aux Philippines